# Mniadelphus acuminatus
Mniadelphus acuminatus là một loài Rêu trong họ Hookeriaceae. Loài này được (Bosch & Sande Lac.) A. Jaeger mô tả khoa học đầu tiên năm 1877.